# Rue Sous-l'Eau
La rue Sous-l'Eau (en wallon : D'zos l'Èwe) est une artère ancienne de la ville belge de Liège se situant dans le quartier administratif d'Amercœur, en rive droite de la Dérivation.

## Histoire
Jusqu'à la création de la Dérivation et du quai Bonaparte vers 1863, la rue Sous-l'Eau se raccordait directement au pont d'Amercœur. Elle était, sans doute depuis plusieurs siècles, la principale voie de communication en direction de Bressoux et portait ainsi logiquement le nom de voie de Bressoux.

## Description
D'une longueur d'environ 245 m, cette large rue plate comprend un îlot central arboré plusieurs fois interrompu par des croisements de la double voirie. La largeur de cette voirie atteint une quarantaine de mètres au niveau de la rue des Maraîchers. La rue compte approximativement 75 immeubles d'habitation.

## Odonymie
Sous-l'Eau signifie plutôt à côté ou en retrait de l'eau. L'eau étant l'Ourthe devenue la Dérivation.

## Architecture
Bien qu'ancienne, la rue n'a guère conservé d'immeubles antérieurs au XIXe siècle. La petite maison en brique sise au no 70 est l'un des bâtiments les plus anciens de la rue. La façade, très sobre, possède trois travées et trois niveaux (deux étages) ainsi que des encadrements en pierre de taille.
Au no 45, l'immeuble a été réalisé au cours des années 1930 dans le style Art déco. Il possède au premier étage un large oriel à trois pans reposant sur une console centrale.

## Voies adjacentes
- Quai Bonaparte
- Rue Charles Bartholomez
- Cour Petit
- Rue Herman Reuleaux
- Impasse de l'Avenir
- Rue des Maraîchers
- Rue aux Frênes

### Source et bibliographie
- Yannik Delairesse et Michel Elsdorf, Le nouveau livre des rues de Liège, Liège, Noir Dessin Production, décembre 2008, 2e éd. (1re éd. 2001), 512 p. (ISBN 978-2-87351-143-2 et 2-87351-143-5, présentation en ligne), page 396